# جيان أنطونيو ماجي
جيان أنطونيو ماجي  (و. 1856 – 1937 م) هو رياضياتي، وفيزيائي من مملكة إيطاليا . ولد في ميلانو.
توفي في ميلانو ، عن عمر يناهز 81 عاماً.

## التعليم
تعلم في جامعة بافيا

## مناصب وهيئات
أدار جامعة بافيا، وجامعة بيزا، وجامعة مسينا، وجامعة مودينا وريدجو إميليا، وجامعة ميلانو.